# Юссеф, Рами
Рами Юссеф (араб. رامي يوسف‎; род. 26 марта 1991, Нью-Йорк) — американский комик, актёр, сценарист и режиссёр. Он известен своей ролью Рами Хасана в комедийном сериале Hulu «Рами» (2019—2022), за которую он получил премию «Золотой глобус» за лучшую мужскую роль в телевизионном сериале — комедия или мюзикл и премию Пибоди в 2020 году. Он также был номинирован на прайм-таймовые премии «Эмми»: лучшая режиссура комедийного телесериале и лучшая мужская роль в комедийном телесериале.

## Ранние годы и образование
Рами Юссеф родился 26 марта 1991 года в Куинсе, боро Нью-Йорка, в семье египтян и вырос в Разерфорде, штат Нью-Джерси. Через десять лет после эмиграции из Египта его отец стал менеджером отеля «Плаза» в Нью-Йорке. Это была мусульманская семья, соблюдающая исламские праздники, и Юссеф остаётся практикующим мусульманином.
Юссеф учился в средней школе Разерфорда. Он продолжил изучать политологию и экономику в Ратгерском университете в Ньюарке, но ушел, не получив диплом, и поступил в студию Уильяма Эспера, чтобы сосредоточиться на актёрском мастерстве.
Юссеф говорит на арабском и английском языках. Его дед по материнской линии был переводчиком с французского и арабского языков в Организации Объединённых Наций.

## Карьера
Юссеф дебютировал в ситкоме Nick at Nite «Ох, уж этот папа», в котором он сыграл главную роль. Во время шоу Юссеф следил за комнатой сценаристов — опыт, который он привнесет в своё собственное шоу в 2019 году. В 2017 году Рами появился на «Позднем шоу со Стивеном Кольбером», где исполнил свой стендап.
Его телесериал «Рами» дебютировал на Hulu 19 апреля 2019 года с 10 эпизодами. Шоу, в котором Юссеф играет главного героя, рассказывает историю мусульманина-миллениала, американца в первом поколении, родившегося в семье иммигрантов в США. Вскоре после дебюта первого сезона Hulu продлил его на второй сезон. За эту роль он получил «Золотой глобус» в январе 2020 года, а также был номинирован на две прайм-таймовые премии «Эмми» как актёр и режиссёр.
В июне 2019 года Юсеф снялся в своём первом специальном стендап-выступлении HBO «Рами Юссеф: Чувства».
Вместе с Мо Амером Юссеф является соавтором американского комедийно-драматического телесериала «Мо», премьера которого состоялась 24 августа 2022 года на Netflix.
После дебюта «Рами» Юссеф подписал общий контракт на производство с A24. По состоянию на декабрь 2019 года у него в разработке было два шоу: одно для Apple TV+ и одно для Netflix.
В 2021 году он был номинирован на ещё одну премию «Золотой глобус» за лучшую мужскую роль в телевизионном сериале — комедия или мюзикл за телесериал «Рами».
В интервью в феврале 2024 года Юссеф рассказал Vanity Fair, что его искусство часто приводило его в Палестину, в том числе для выступления в стендапе в 2014 году и в третьем сезоне сериала «Рами».
В 2023 году Юссеф совершил поездку со своим комедийным шоу «Больше чувств» и объявил, что доходы от последних 12 вечеров пойдут на сбор средств для Газы через Американскую помощь беженцам на Ближнем Востоке. Его шоу по сбору средств в Палестине, состоявшееся 8 декабря 2023 года в Бруклинской музыкальной академии, привлекло внимание СМИ, на нём присутствовали такие знаменитости, как Тейлор Свифт и Селена Гомес.

## Личная жизнь
Юссеф женат с 2022 года. Он не рассказывает о своей личной жизни и решил не раскрывать публично личные данные своей жены.

## Фильмография

### Фильмы
| Год  | Название                        | Роль             | Примечания |
| ---- | ------------------------------- | ---------------- | ---------- |
| 2018 | Не волнуйся, он далеко не уйдёт | пьющий           |            |
| 2023 | Бедные-несчастные               | Макс Маккэндлесс |            |
| 2023 | Заветное желание                | Сафи             | Озвучка    |

### Телевидение
| Год       | Название            | Роль          | Примечания                                                                   |
| --------- | ------------------- | ------------- | ---------------------------------------------------------------------------- |
| 2012—2014 | Ох, уж этот папа    | Кевин Костнер | Главная роль                                                                 |
| 2017      | Мистер Робот        | Самар Свайлем | Периодическая роль                                                           |
| 2019      | Рами Юссеф: Чувства | Сам себя      | Главная роль; также сценарист и исполнительный продюсер                      |
| 2019—2022 | Рами                | Рами Хассан   | Главная роль; также создатель, сценарист, режиссёр и исполнительный продюсер |
| 2022      | Мо                  | —             | Соавтор                                                                      |
| 2023      | Медведь             | —             | Режиссёр, эпизод «Медовуха»                                                  |

## Награды и номинации
| Награда                                  | Год  | Категория                                                                                   | Работа                      | Результат |
| ---------------------------------------- | ---- | ------------------------------------------------------------------------------------------- | --------------------------- | --------- |
| Выбор телевизионных критиков             | 2019 | Премия «Выбор телевизионных критиков» за лучшую мужскую роль в комедийном сериале           | Рами                        | Номинация |
| Выбор телевизионных критиков             | 2021 | Премия «Выбор телевизионных критиков» за лучшую мужскую роль в комедийном сериале           | Рами                        | Номинация |
| Золотой глобус                           | 2020 | Премия «Золотой глобус» за лучшую мужскую роль в телевизионном сериале — комедия или мюзикл | Рами                        | Победа    |
| Золотой глобус                           | 2021 | Премия «Золотой глобус» за лучшую мужскую роль в телевизионном сериале — комедия или мюзикл | Рами                        | Номинация |
| Готэм                                    | 2019 | Премия Готэма за прорывной сериал — короткометражка                                         | Рами                        | Номинация |
| Премия NAACP Image                       | 2021 | Выдающийся творческий прорыв — телевидение                                                  | Рами                        | Номинация |
| Прайм-таймовая премия «Эмми»             | 2020 | Премия «Эмми» за лучшую мужскую роль в комедийном телесериале                               | Рами                        | Номинация |
| Прайм-таймовая премия «Эмми»             | 2020 | Премия «Эмми» за лучшую режиссуру комедийного телесериала                                   | Рами                        | Номинация |
| Спутник                                  | 2021 | Премия «Спутник» за лучшую мужскую роль в телевизионном сериале — комедия или мюзикл        | Рами                        | Номинация |
| Премия Гильдии киноактёров США           | 2021 | Премия Гильдии киноактёров США за лучшую мужскую роль в комедийном сериале                  | Рами                        | Номинация |
| Премия Ассоциации телевизионных критиков | 2020 | Премия Ассоциации телевизионных критиков за личные достижения в комедии                     | Рами                        | Номинация |
| Премия Гильдии сценаристов США           | 2020 | Комедия/Эстрада — Специальные предложения                                                   | Рами Юсcеф: Чувства         | Номинация |
| Премия Пибоди                            | 2023 | Развлечение                                                                                 | Мо                          | Победа    |
| Премия Гильдии режиссёров Америки        | 2024 | Премия Гильдии режиссёров Америки за лучшую режиссуру — Комедийный телесериал               | Медведь (эпизод "Медовуха") | Номинация |